# Centiljon
Centiljon är talet 10600 i tiopotensnotation, och kan skrivas med en etta följd av 600 nollor i den långa skalan. Det är ett av de största namngivna talet i den långa och korta skalan för stora tal.
I den korta skalan, som används i engelsktalande länder som USA och Kanada, är en centiljon istället 10303, eller en etta följd av 303 nollor. Sedan 1974 har även Storbritannien och Australien använt den korta skalan, så idag är det en etta följd av 303 nollor man menar i dessa länder då man refererar till en centiljon.